# Takeshi Obata
Takeshi Obata (小畑 健, Obata Takeshi; Niigata, 11 februari 1969) is een Japanse mangaka. Meestal werkt hij samen met een schrijver. Hij heeft ook al meerdere mangaka opgeleid, waaronder Kentaro Yabuki van Black Cat fame, Nobuhiro Watsuki van Rurouni Kenshin en Busou Renkin en Yusuke Murata van Eyeshield 21.
Hij is het bekendst als de tekenaar van Death Note en Hikaru no Go, waarvoor hij de Shogakukan Manga Award in 2000, en de Tezuka Osamu Cultuurprijs in 2003 heeft gewonnen. Obata is een van de uitzonderingen van de shonen-tekenaars die niet alleen gedetailleerde tekeningen maken, maar ook voor zijn gevoel voor mode.
Hij is op dit moment aan het werken met Tsugumi Ohga aan een nieuwe serie, Bakuman, die begonnen is in augustus 2008. Hij heeft ook nog geholpen met het ontwerpen van karakters in het videospel Castlevania Judgement.

## Prijzen en nominaties
- 1985 - Tezukaprijs
- 2000 - Shogakukan Manga-prijs (tezamen met Yumi Hotta)
- 2003 - Osamu Tezuka Cultuurprijs voor Hikaru no Go
- 2007 - Genomineerd voor de Osamu Tezuka Cultuurprijs en Seiunprijs voor Death Note
- 2008 - Genomineerd voor de Eisner Award voor Death Note en Hikaru no Go